# Dothistroma-Nadelbräune
Die Dothistroma-Nadelbräune (auch Kiefernnadelbräune, Rote Bänder-Krankheit, Rotbandkrankheit) wird durch Schlauchpilze verursacht und zählt zu den gefährlichsten Nadelkrankheiten an Kiefern und anderen Nadelbäumen. Die ursprünglich auf die Südhalbkugel beschränkte Krankheit ist mittlerweile weltweit verbreitet und tritt zunehmend auch in Europa auf. Verantwortlich für die Dothistroma-Nadelbräune sind zwei nah verwandte Schlauchpilze Mycosphaerella pini und Dothistroma pini. In Europa ist vor allem der Erreger Dothistroma septosporum mit dem geschlechtlichen Stadium Mycosphaerella pini verbreitet. Dieser ist in der EU als Geregelter Nicht-Quarantäneschädling eingestuft.

## Herkunft und Verbreitung
Die Dothistroma-Nadelbräune trat in den frühen 1960er-Jahren verstärkt auf Plantagen der Monterey-Kiefer (Pinus radiata) in Afrika auf und verursachte dort massive Schäden. Seit den 1990er Jahren nimmt die Krankheit auch auf der Nordhalbkugel stark zu. Gründe hierfür sind veränderten klimatischen Bedingungen und Handel mit bereits infizierten oder anfälligen Pflanzgut.
Die Krankheit befällt im urbanen Grünbereich vor allem Einzelbäume oder kleine Gruppen, im Wald hingegen treten auch flächige Befallsherde auf. In Europa ist die Dothistroma-Nadelbräune bereits im Wald nachgewiesen.

## Betroffene Arten in Europa
Hauptsächlich Schwarzkiefer (Pinus nigra), Bergkiefer (Pinus mugo), Waldkiefer (Pinus sylvestris), seltener Douglasie (Pseudotsuga menziesii), Europäische-Lärche (Larix decidua), Weiß-Tanne (Abies alba), Zirbe (Pinus cembra) und Gemeine Fichte (Picea abies).

## Schadsymptome
Infektionen durch die ungeschlechtlichen Sporen (Konidien) der Pilze finden bei feucht-warmer Witterung über die gesamte Vegetationsperiode statt. Zunächst entstehen hell-grüne oder gelb-grüne Flecken auf den Nadeln, später dann typische braune bis ziegelrote Bänder auf den Nadeln (deshalb Rote Bänder-Krankheit). Die verbräunten, abgestorbenen Nadeln fallen nach kurzer Zeit ab, meist bleibt nur noch der jüngste Nadeljahrgang zurück. Der extreme Nadelfall älterer Nadeln verleiht der Krone eine Pinselstruktur. Mehrjähriger Nadelschütten können besonders bei jungen Bäumen zum Absterben führen.

## Verwechslungsgefahr
Beim sehr ähnlichen Diplodia-Triebsterben der Kiefer (Erreger: Sphaeropsis sapinea) sind häufig die jüngsten Triebe betroffen, deren Nadeln vielfach verkürzt ausgebildet werden und gänzlich verbräunen. Dabei entsteht meist keine auffällige Entnadelung, sondern erst dann, wenn der Baum mehreren, aufeinander folgenden Jahre befallen wird.